# فيكرام سيث
فيكرام سيث (بالهندية: विक्रम सेठ) (و. 1952  م) هو شاعر، وروائي، وكاتب، وكاتب للأطفال، وواضع كلمات الأوبرا هندي، ولد في كلكتا، وهو عضوٌ في الجمعية الملكية للأدب.

## التعليم
تعلم في كلية جسد المسيح ‏، وTonbridge School ‏.

## جوائز
حصل على جوائز منها:
- زمالة غوغنهايم
- جائزة بادما شري في الآداب والتعليم ‏
- جائزة أكاديمية شايتا  [لغات أخرى]‏
- زميل في الجمعية الملكية للأدب.

## وصلات خارجية
- فيكرام سيث على موقع IMDb (الإنجليزية)
- فيكرام سيث على موقع الموسوعة البريطانية (الإنجليزية)
- فيكرام سيث على موقع مونزينجر (الألمانية)
- فيكرام سيث على موقع ميوزك برينز (الإنجليزية)
- فيكرام سيث على موقع ديسكوغز (الإنجليزية)

- فيكرام سيث في قاعدة بيانات الأفلام على الإنترنت